# 90138 Diehl
90138 Diehl este un asteroid din centura principală de asteroizi.

## Descriere
90138 Diehl este un asteroid din centura principală de asteroizi. A fost descoperit pe 25 decembrie 2002 la Desert Moon de Berton L. Stevens. El prezintă o orbită caracterizată de o semiaxă mare de 2,29 ua, o excentricitate de 0,06 și o înclinație de 0,5° în raport cu ecliptica.